# Eriophonus
Eriophonus grandiceps es una  especie de coleóptero adéfago de la familia Carabidae y el único miembro del género monotípico Eriophonus.